# Oración del pecador
Oración del pecador, o también llamada: Oración de fe, es un término usado en las Iglesias evangélicas para referirse a la oración realizada por un creyente al momento de su conversión al cristianismo con la intención de iniciar una relación personal con Dios a través de su hijo Jesucristo, según la doctrina cristiana evangélica de la salvación. No consiste en la recitación de un determinado credo sino en una oración (normalmente improvisada y guiada por un predicador) en la que el creyente se confiesa pecador y pide el perdón divino por medio del sacrificio de Jesucristo. Puede ser tanto una profesión de fe inicial de un nuevo creyente como una reafirmación posterior.
Aunque no tiene una fórmula específica, la oración normalmente incluye algunos elementos como: la confesión de lo que el creyente considera una vida pecaminosa, el reconocimiento de su necesidad de salvación y redención a través de Jesucristo, y un compromiso de recibir a Cristo como salvador personal. Normalmente es una oración breve, simple y directa guiada por un predicador que pronuncia la oración en voz alta haciendo una pausa tras cada frase para que el nuevo creyente pueda repetirla.
Aunque no se considera importante el uso de palabras específicas, si se considera crucial la actitud y la intención de quien la realiza. Quienes defienden esta práctica ven un ejemplo bíblico de esto en el contraste entre la oración del fariseo (que se considera a sí mismo como una persona moralmente superior) y la del publicano (sinceramente humillado delante de Dios): 

Dos hombres subieron al templo a orar: uno era fariseo, y el otro publicano. El fariseo, de pie, oraba en su interior de esta manera: "¡Oh Dios! Te doy gracias porque no soy como los demás  hombres, rapaces, injustos, adúlteros, ni tampoco como este publicano.Ayuno dos veces por semana, doy el diezmo de todas mis ganancias." En cambio el publicano, manteniéndose a distancia, no se atrevía ni a alzar los ojos al cielo, sino que se golpeaba el pecho, diciendo:¡Oh Dios!¡Ten compasión de mí, que soy pecador!. Os digo que éste descendió a su casa justificado antes que el otro; porque cualquiera que se enaltece, será humillado; y el que se humilla será enaltecido.
Jesucristo, según el Evangelio de Lucas 18:10-14 (Versión Reina Valera 1960)

En ocasiones, la oración del pecador es realizada por cristianos ya convertidos con el propósito de buscar redención o reafirmar su fe en Cristo durante un momento de crisis en el que la muerte es inminente.
```
También es realizada como rezo mas no como oración improvisada, en la iglesi Católica (Universal) de dos formas más comunes las cuales son las siguientes: 
```

1. El Yo Pecador.
Yo confieso ante Dios Todopoderoso, y ante ustedes hermanos que he pecado mucho de pensamiento, palabra, obra y omisión. Por mi culpa, por mi culpa, por mi gran culpa. Por eso ruego a Santa María siempre Virgen, a los ángeles, a los santos y a ustedes hermanos, que intercedan por mí ante Dios, Nuestro Señor Amén.
2. Acto de Contrición.
Jesús, mi Señor y Redentor, yo me arrepiento de todos los pecados que he cometido hasta hoy, y me pesa de todo corazón, porque con ellos ofendí a un Dios tan bueno.
Propongo firmemente no volver a pecar y confío que por tu infinita misericordia me has de conceder el perdón de mis culpas y me has de llevar a la vida eterna. Amén
La práctica de la oración del pecador es común entre varias denominaciones cristianas evangélicas incluyendo bautistas, fundamentalistas y pentecostales, aunque generalmente es practicado por Iglesia católica, Iglesia Anglicana, Iglesia Ortodoxa, Iglesia Luterana y otras tradiciones cristianas antiguas.

## Orígenes
El uso de la oración del pecador por parte de conocidos evangelistas estadounidenses como Billy Graham, y de organizaciones como Campus Crusade for Christ hizo que durante el siglo XX esta práctica se extendiera entre diversos grupos evangélicos a nivel mundial. Actualmente la mayoría de los teleevangelistas invitan a los televidentes a realizar la oración del pecador para convertirse en cristianos. También los tratados evangelísticos suelen incluir alguna especie de oración del pecador y es frecuente que en los servicios religiosos de las iglesias evangélicas los sermones concluyan con el predicador invitando a los no convertidos a orar una oración del pecador como parte de un llamado al altar.
Aunque no es posible encontrar ejemplos de este tipo de oración en la Biblia, sus defensores afirman que su práctica está respaldada por pasajes como Romanos 10:9-10, Lucas 18:13-14 y Mateo 7:7.

## Ejemplo
'Padre celestial, se que he pecado contra ti y que mis pecados me separan de ti. Me arrepiento sinceramente. Te pido me perdones y me ayudes a no pecar de nuevo. Creo que tu Hijo Jesucristo murió por mis pecados, que fue levantado de los muertos, que vive y oye mi oración. Invito a Jesús a ser mi salvador y el Señor de mi vida, a gobernar y reinar en mi corazón desde este día en adelante. Ruego que envíes tu Espíritu Santo para ayudarme a obedecerte y redargüirme cuando peque. Prometo crecer en gracia y en conocerte. Mi mayor propósito en la vida es seguir tu ejemplo y hacer tu voluntad por el resto de mi vida. En Jesús oro, Amén.
Sitio Web Sinner's Prayer

## Críticos
Los críticos afirman que muchos de los supuestos convertidos mediante la oración del pecador no llegan a madurar como cristianos. Un artículo de David Gushee en la publicación Christianity Today afirma que la "mediocridad y la hipocresía caracterizan la vida de muchos declarados cristianos":

Cualquiera puede (y la mayoría de los estadounidenses lo hace) "creer" en Jesús más que en otro tipo de salvador. Cualquiera puede (y la mayoría de los estadounidenses lo hace) orar una oración pidiendo a Jesús que los salve. Pero no muchos se embarcan en una vida completamente consagrada al amor a Dios, al amor al prójimo, a la práctica moral de la voluntad de Dios y al discipulado radical.
David P. Gushee

Gushee anima a los creyentes a ir más allá de la oración del pecador y "embarcarse en una vida completamente consagrada al amor a Dios, al amor al prójimo, a la práctica moral de la voluntad de Dios y a un discipulado radical".
El único pasaje del Nuevo Testamento en que se llama a alguien a alcanzar salvación como resultado inmediato de una oración individual y de un estado personal delante de Dios, está en el libro de los Hechos de los apóstoles, que narra que el apóstol Pedro reprendió a Simón el Mago diciéndole que debía arrepentirse y orar pidiendo perdón (pese a que Simón ya había sido bautizado).